# Atomiscala islandica
Atomiscala islandica is een slakkensoort uit de familie van de Pyramidellidae. De wetenschappelijke naam van de soort is voor het eerst geldig gepubliceerd in 1989 door Warén.